# La Ninetta del Verzee
La Ninetta del Verzee è un'opera poetica scritta nel 1814 da Carlo Porta. È considerata tra le opere più significative dell'autore e uno dei migliori esempi di poesia in dialetto milanese.

## Trama
Ninetta è un'ex venditrice di pesce all'antico mercato di Milano, il Verziere appunto, che a seguito di un amore infelice e truffaldino si vede costretta a prostituirsi. Nelle finzione poetica, la Ninetta stessa racconta la sua triste vicenda a un cliente di vecchia data, prima di un amplesso.
Rimasta presto orfana, Ninetta viene cresciuta da una zia che possiede una bancarella al Verziere e che ha una relazione con un pasticciere. Fin da giovanissima Ninetta si lega al figlio del pasticciere stesso, el Pepp, che diventerà la causa della sua futura rovina. All'inizio, vista la loro giovane età, la relazione tra i due è innocente, ma col passare del tempo divampa una passione erotica e sentimentale fortissima. Ninetta è accecata dall'amore e non si rende conto di quanto in realtà il suo Pepp sia cinico e calcolatore: comincia a raggirarla in occasione del loro primo rapporto sessuale, minacciando il suicidio per convincerla a concedersi a lui; col passare del tempo le estorce somme sempre maggiori di denaro finché la ragazza, senza un soldo e perduta anche la bancarella della zia ormai morta, si vede costretta a prostituirsi per sopravvivere.

## La struttura, la lingua e la poetica
La Ninetta del Verzee è composta da 43 ottave di endecasillabi (dato che nel dialetto milanese, a differenza che nella lingua italiana, le parole sono per lo più tronche, la grande maggioranza dei versi comprende solo dieci sillabe, l'ultima delle quali è accentata).
È difficile classificare il testo in un genere poetico ben definito. Condivide alcuni aspetti dei lamenti d'amore diffusi nell'epoca romantica, ma se ne distacca per molti altri: Porta non cerca in nessun punto di suscitare compassione nel lettore con formule patetiche, diversamente da quanto accadeva in genere nei lamenti. Inoltre, la protagonista non si rivolge né al lettore né all'amato, ma a una terza persona presente nel racconto, di cui Porta non ci spiega praticamente nulla.